# 麻布十番温泉
麻布十番温泉（あざぶじゅうばんおんせん）は、かつて東京都港区麻布十番にあった温泉である。2008年（平成20年）3月をもって廃業した。

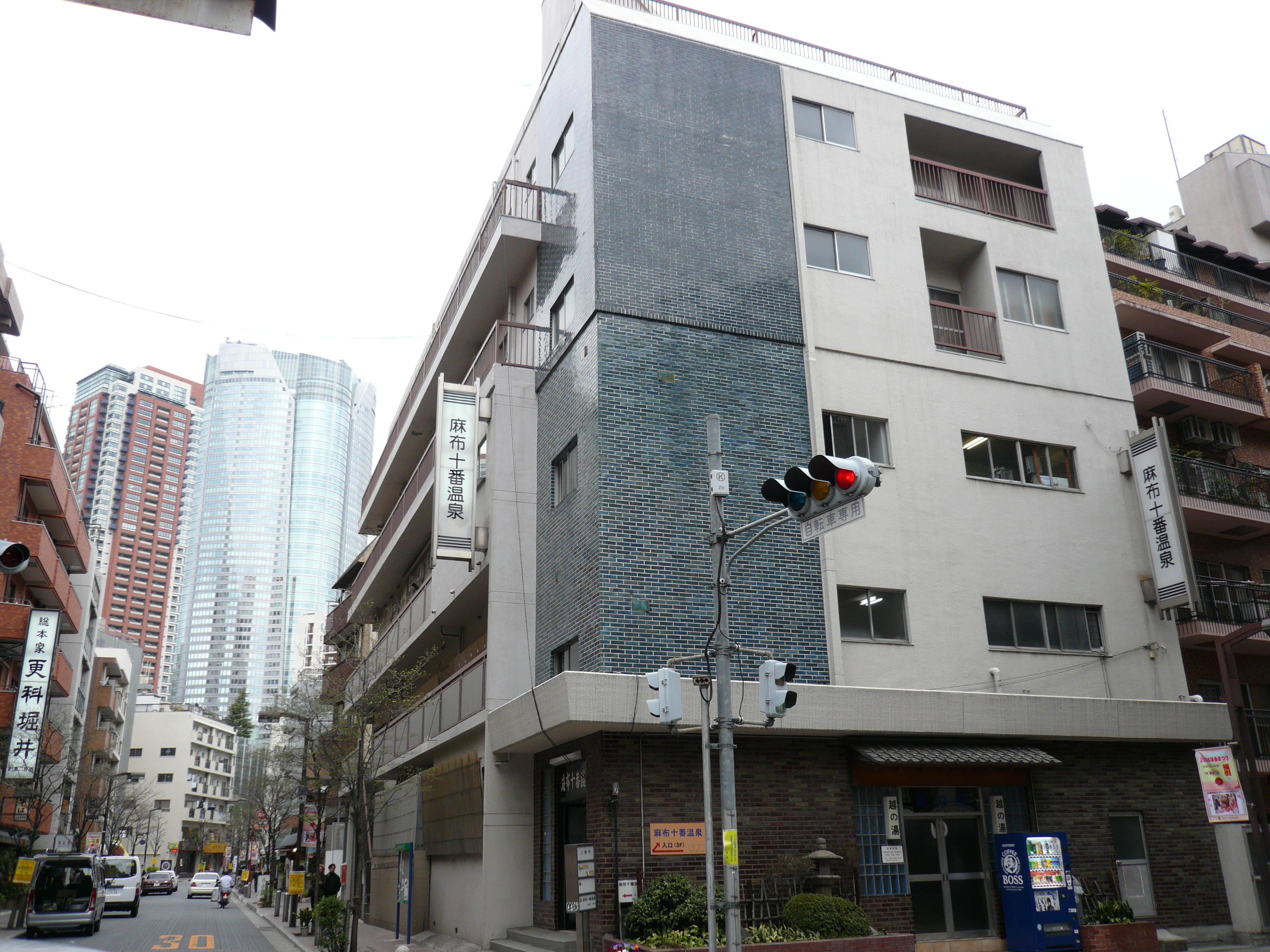
廃業時の外観。後に取り壊された

## 概要

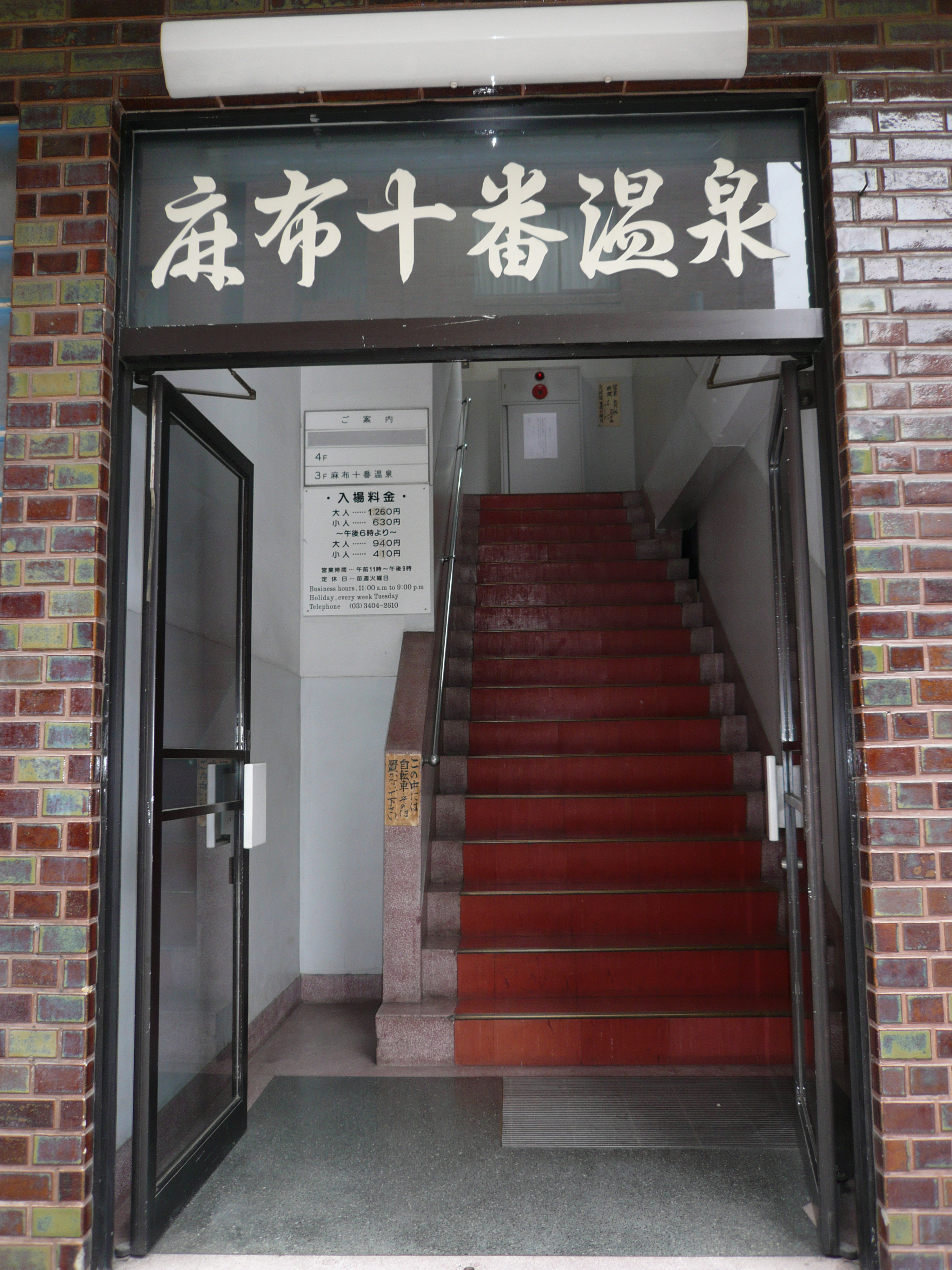
入口。ここから階段で3階に上る

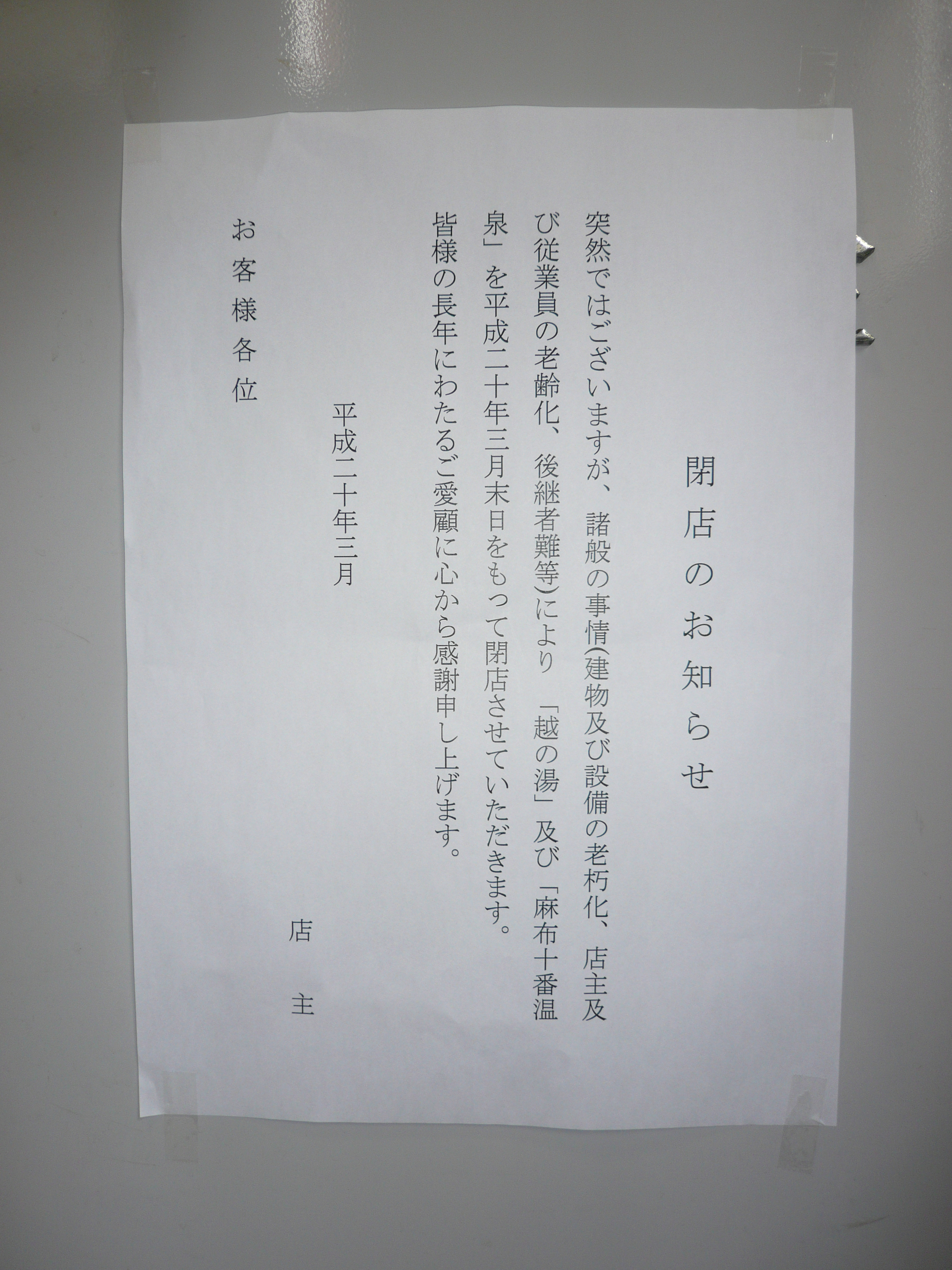
閉店のお知らせ

麻布十番温泉は麻布十番商店街の西のはずれにあった温泉浴場で、実際には日帰り入浴施設「麻布十番温泉」と、温泉銭湯「越の湯」という二つの施設が同一のビルで営業されていた。両施設は5階建てのビルの1階と3階に分かれており、1階が越の湯、3階が麻布十番温泉であった。越の湯が一般的な銭湯の形態だったのに対して、麻布十番温泉には宴会場などが併設されていた。
温泉の開湯は1949年（昭和24年）であり、地下500メートルまでボーリングを実施して開発された。ふたつの温泉施設が入居していた建物は1967年（昭和42年）に竣工し、廃業時まで同一のままであった。
東京都内にある数少ない温泉のひとつとして知られ、テレビ番組などにもしばしば登場した。過去にはタモリ、ビートたけし、片岡鶴太郎ら多くの芸能人がこの施設で番組の収録を行っている。
開業当初は1日100人以上の客が訪れていた麻布十番温泉であったが、後年にはピーク時の30%ほどに利用者が減少していた。経営者の高齢化及び後継者不在、施設老朽化に加え、新規開業した温泉レジャー施設との競合等から、麻布十番温泉は「越の湯」とともに2008年（平成20年）3月31日をもって廃業、ビルは取り壊され、2010年（平成22年）7月現在、跡地は駐車場として利用されている。

## 住所
- 東京都港区麻布十番 1-5-22

## 泉質
- 重曹泉（ナトリウム炭酸水素塩泉）
  - 源泉温度24℃
  - 透明度の低い黒褐色の源泉（黒湯）